# Robert Jones (compositeur)
Pour les articles homonymes, voir Jones et Robert Jones (homonymie).
Robert Jones, né vers 1577 et mort en 1617, est un compositeur et luthiste anglais, un des représentants de l'école anglaise de chant accompagnée au luth, avec Thomas Campian.

## Biographie
Sa vie demeure mal connue. Il reçoit un diplôme de musique (Bachelor of Music (en)) du St Edmund Hall de l'Université d'Oxford en 1597. Il dirige ensuite une école à Londres. Une lettre patente l'autorise en effet à fonder The  Children for the Queen's Revels qu'il anime entre 1610-1615. En 1610, il collabore avec Philip Rosseter à des spectacles au théâtre Whitefriars.
Il est enregistré comme Gentleman of the Chapel Royal (gentilhomme de la chapelle royale) en 1612.
Comme compositeur, il publie cinq livres de chants accompagnés au luth, ainsi qu'un de madrigaux ; il a également contribué au recueil collectif The Triumphs of Oriana (1601). 
Dans la comédie La Nuit des rois (Twelfth Night), William Shakespeare cite sa chanson Farewell, Dear Love.

## Œuvres
- The First Booke of Songes and Ayres, 1600, dédié à Robert Sidney, comte de Leicester (1563–1626)
- The Second Booke of Ayres, 1601, dédié à Henry Lennard, 12e baron Dacre (1570–1616)
- Third Book, 1605, dédié à Henri-Frédéric Stuart, prince de Galles (mort en 1612)
- The First Set of Madrigals of 3, 4, 5, 6, 7, 8. parts, viols and voices, 1607, dédié à  Robert Cecil, premier comte de Salisbury
- Ultimum Vale, with a triplicity of musicke, ..., 1608
- A Musicall Dreame, or the Fourth Booke of Ayres ..., 1609, dédié à John Levinthorpe
- The Muses Gardin for Delight, or the Fift booke of Ayres onely for the Lute, the bass Violl, and the Voyce, 1611, dédié à Mary Wroth (1587?–1651?)

### Webographie
- « Jones Robert », sur le site de l'Encyclopædia Universalis
- Vidéo de What If I seek for love de Robert Jones performed by Valeria Mignaco, soprano & Alfonso Marin, lute